# Frauenwahlrecht in Ostmittel- und Osteuropa

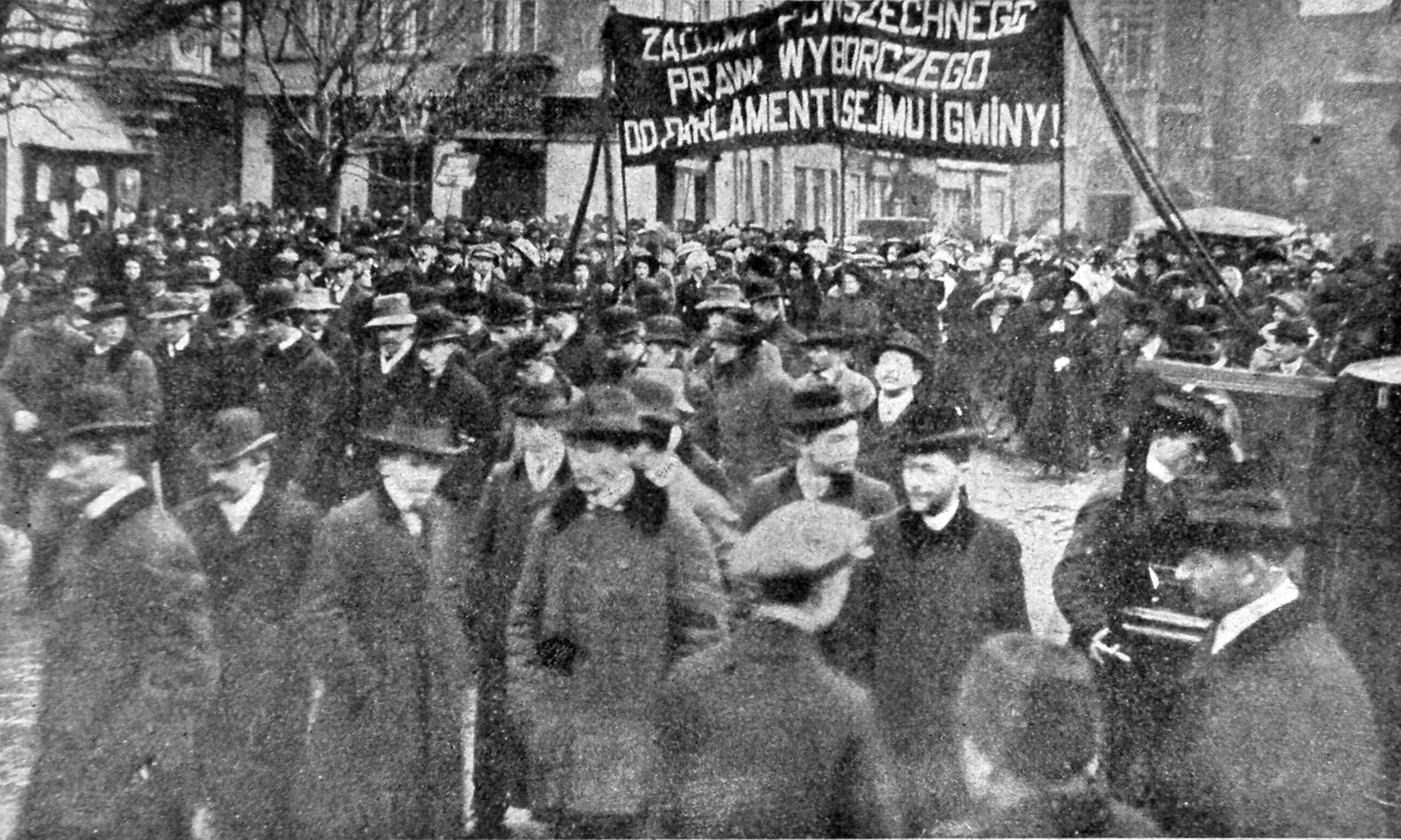
Am Frauentag 1911 demonstrierten Krakauer Suffragetten für das Stimmrecht in Parlament und Gemeinden

Das Frauenwahlrecht in Ostmittel- und Osteuropa konnte sich vor dem Ersten Weltkrieg kaum durchsetzen, da die meisten Länder von Russland, Österreich und Preußen beherrscht waren und der Kampf um nationale Unabhängigkeit Priorität hatte. In Weißrussland wurde das allgemeine aktive und passive Frauenwahlrecht 1918 bestätigt. In das Rechtssystem von Teilrepubliken der Sowjetunion wie die Ukraine oder Moldau wurde ebenfalls das Frauenwahlrecht aufgenommen, sobald sie unter sowjetische Herrschaft kamen.

## Einzelne Staaten

### Belarus
Nach dem Einmarsch des deutschen Heeres in Minsk Anfang 1918 bestand zeitweise die nominell unabhängige Weißrussische Volksrepublik. Diese gewährte Frauen 1918 das Wahlrecht. Unter sowjetischer Verwaltung erhielten Frauen das allgemeine aktive und passive Wahlrecht am 4. Februar 1919, als Belarus ein Teil der UdSSR war. Belarussische Frauen wurden in den Obersten Sowjet der Belarussischen Sozialistischen Sowjetrepublik und den Obersten Sowjet der UdSSR gewählt. Bei der Unabhängigkeit 1991 wurde das Wahlrecht bestätigt.
Die erste Wahl einer Frau in die gesetzgebende Versammlung des unabhängigen Belarus fand im März 1990 statt, also noch bevor Belarus am 25. August 1991 unabhängig wurde. Es handelte sich um die Wahlen zum Obersten Sowjet der Belarussischen Sozialistischen Sowjetrepublik. Dieses Gremium wurde die erste gesetzgebende Versammlung nach der Unabhängigkeit.

### Bulgarien
Am 18. Januar 1937 wurde ein Gesetz beschlossen, das Frauen auf lokaler Ebene ein Wahlrecht gab. Doch Frauen und Männer wurden nicht gleich behandelt: Frauen durften wählen, wenn sie legal verheiratet und Mütter waren, und während für Männer Wahlpflicht herrschte, war das Wählen für Frauen freiwillig. 1937 erhielten verheiratete, verwitwete und geschiedene Frauen das Recht, Abgeordnete in die Nationalversammlung zu wählen. Damit war ihr Wahlrecht von ihrem Status gegenüber einem Mann abhängig. Die Frauen konnten dieses Wahlrecht im folgenden Jahr ausüben. Die Einführung des unbeschränkten aktiven und passiven Frauenwahlrechts erfolgte am 16. Oktober 1944. Das allgemeine Wahlrecht für Männer war bereits 1879 eingeführt worden.
Am 16. November 1945 wurden erstmals Frauen ins nationale Parlament gewählt. Es handelte sich um die erste Wahl unter der neuen Staatsordnung, die Wahl zur Ordentlichen Nationalversammlung. Von 276 Gewählten waren 14 Frauen.

### Moldau
Das Gebiet gehörte nach dem Ersten Weltkrieg großteils zu Rumänien: Ab 1929 durften Frauen an Kommunalwahlen teilnehmen, jedoch wurde ihr Wahlrecht von ihrem Bildungsgrad, der sozialen Stellung und besonderen Verdiensten gegenüber der Gesellschaft abhängig gemacht.
Die Verfassung von 1938 stellte Männer und Frauen in wahlrechtlicher Hinsicht gleich, und das Wahlgesetz von 1939 führte aus, dass Frauen und Männer, die lesen und schreiben konnten, ab 30 zu den Wahlen zugelassen waren.
Nach der Besetzung durch die Sowjetunion 1940 wurde die Moldauische Sozialistische Sowjetrepublik gebildet und das allgemeine Wahlrecht für Frauen und Männer eingeführt. 1991 erfolgte zunächst die Umbenennung in Republik Moldau, dann die Unabhängigkeitserklärung. Nach dieser wurde das allgemeine Wahlrecht 1993 bestätigt.
Vor der Unabhängigkeit wurden Frauen aus Moldau in den Obersten Sowjet der Moldauischen Sozialistischen Sowjetrepublik gewählt und in das Parlament der Sowjetunion. Im Februar 1990 erhielten neun Frauen durch Wahl Sitze im nationalen Parlament. Der Oberste Sowjet der Moldauischen Sozialistischen Sowjetrepublik wurde das erste gesetzgebende Gremium, nachdem der Staat im August 1991 unabhängig wurde. Die ersten Wahlen nach der Unabhängigkeit fanden im Februar 1994 statt, als von 104 Parlamentsabgeordneten fünf Frauen einen Sitz erlangten.

### Polen
In Polen wurde das allgemeine aktive und passive Wahlrecht für Frauen und Männer gleichzeitig eingeführt. Dies geschah mit dem Dekret vom 28. November 1918 über das Wahlverfahren für den Sejm kurz nach der Neugründung des polnischen Staates.
Am 26. Januar 1919 fand die erste Wahl statt, bei der Frauen ins nationale Parlament kamen. Sechs Frauen erhielten Sitze.

### Rumänien
Ab 1929 durften Frauen an Kommunalwahlen teilnehmen, jedoch wurde ihr Wahlrecht von ihrem Bildungsgrad, der sozialen Stellung und besonderen Verdiensten gegenüber der Gesellschaft abhängig gemacht. Die Verfassung von 1938 stellte Männer und Frauen in wahlrechtlicher Hinsicht gleich, und das Wahlgesetz von 1939 führte aus, dass Frauen und Männer, die lesen und schreiben konnten, ab 30 zu den Wahlen zugelassen waren. 1946 wurde der Bildungszensus aufgehoben und ein allgemeines Wahlrecht für beide Geschlechter festgeschrieben.
Das allgemeine Wahlrecht für Männer galt bereits seit 1918.
Die erste Wahl einer Frau ins nationale Parlament erfolgte am 19. November 1946; 18 Frauen erhielten Sitze.

### Russland

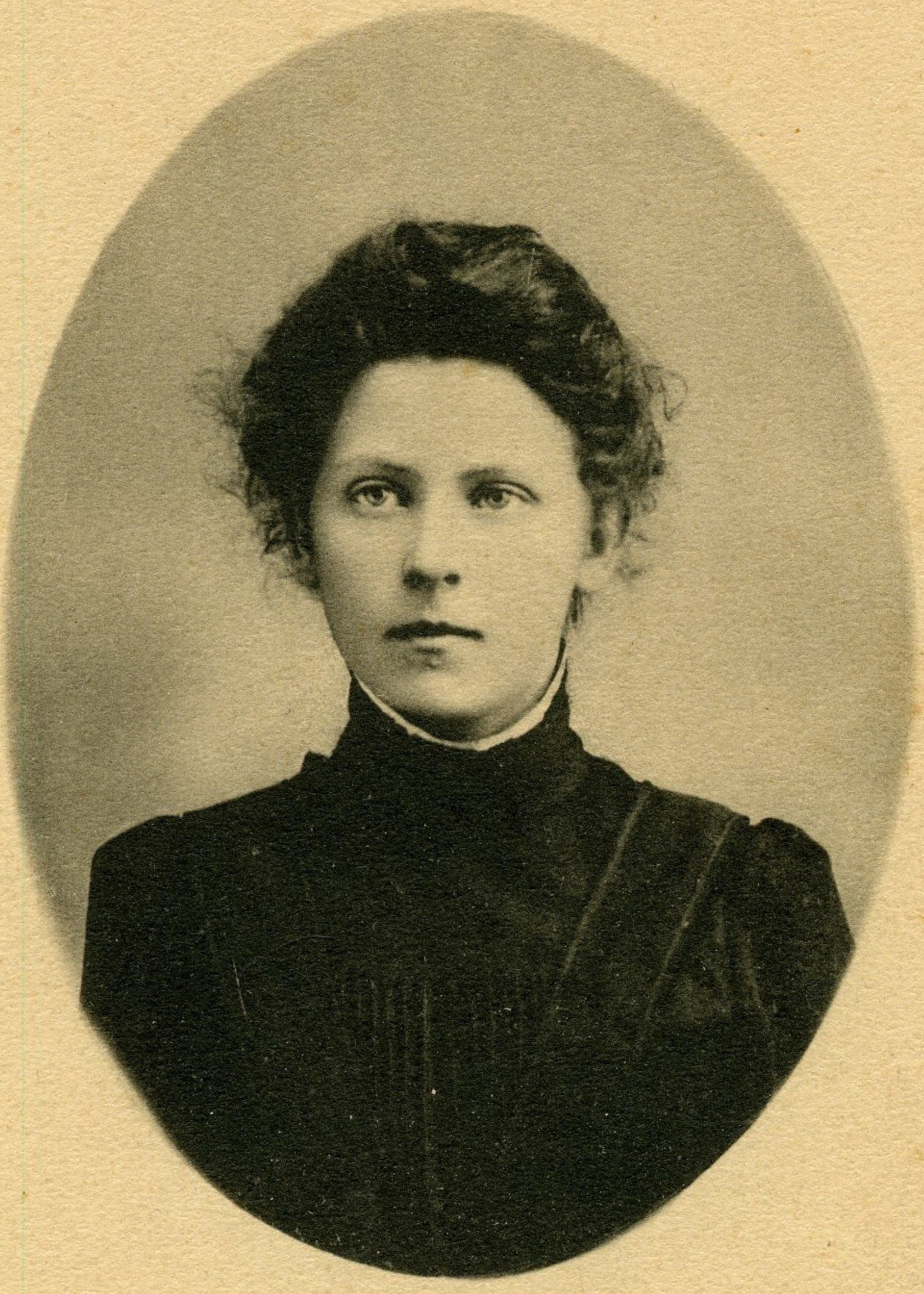
Marija Spiridonowa (vor 1906), als erste Frau in den Obersten Sowjet der UdSSR gewählt

Finnland war 1906 sowohl für Skandinavien als auch für Europa wegweisend in der Frage des Frauenwahlrechts und diente dem postrevolutionären Russland als Vorbild. Russland gewährte als erste Großmacht das Frauenwahlrecht.
Das Frauenwahlrecht wurde 1917 erstmals eingeführt. Im Mai 1917 wurde ein Gesetz beschlossen, das russischen Staatsbürgerinnen und Staatsbürgern über 20 das Recht verschaffte, die Konstituierende Versammlung zu wählen. Nach der Oktoberrevolution 1917 wurde das Frauenwahlrecht in der Verfassung der RSFSR vom 10. Juli 1918 festgeschrieben.
Als erste Frau wurde 1922 Marija Alexandrowna Spiridonowa in den Obersten Sowjet der UdSSR gewählt. Nach der Unabhängigkeit 1990 wurden im Dezember 1993 sechzig Frauen in das 449 Sitze zählende Unterhaus gewählt und 9 Frauen in das Oberhaus mit 176 Abgeordneten.

### Slowakei
In der Verfassung der Tschechoslowakei vom 29. Februar 1920 wurde das allgemeine aktive und passive Frauenwahlrecht eingeführt. Nach der Unabhängigkeit wurde es 1993 bestätigt.
In die Abgeordnetenkammer des nationalen Parlaments der Tschechoslowakei wurden im April 1920 fünfzehn Frauen gewählt, drei Frauen im März 1920 in den Senat. Der Nationalrat, der vor der Auflösung der Tschechoslowakei gewählt worden war, wurde nach der Unabhängigkeit am 1. Januar 1993 das erste gesetzgebende Gremium der Slowakei. Die ersten allgemeinen Wahlen des unabhängigen Landes fanden im September 1994 statt, als 22 weibliche Abgeordnete in das gesetzgebende Gremium gewählt wurden, das 150 Mitglieder hatte. Nach einer anderen Quelle wurden 1994 fünfzehn Frauen ins Parlament gewählt.

### Tschechien
Für die Stadtratswahlen vom 15. Juni 1919 galten für Frauen und Männer zum ersten Mal dieselben Bedingungen.
Vor der Trennung Tschechiens und der Slowakei erhielten Frauen in der Tschechoslowakei am 29. Februar 1920 das allgemeine aktive und passive Wahlrecht auf nationaler Ebene. Die Wahl zur Nationalversammlung der Tschechoslowakei fand am 18. und 25. April 1920 statt. In die Deputiertenkammer wurden im April 1920 fünfzehn Frauen gewählt, in den Senat im März 1920 drei Frauen. Davor waren Frauen in das Bundesparlament der Tschechoslowakei gewählt worden.
Nach der Unabhängigkeit 1992 wurde das allgemeine Wahlrecht für Frauen und Männer 1993 bestätigt.

### Ungarn

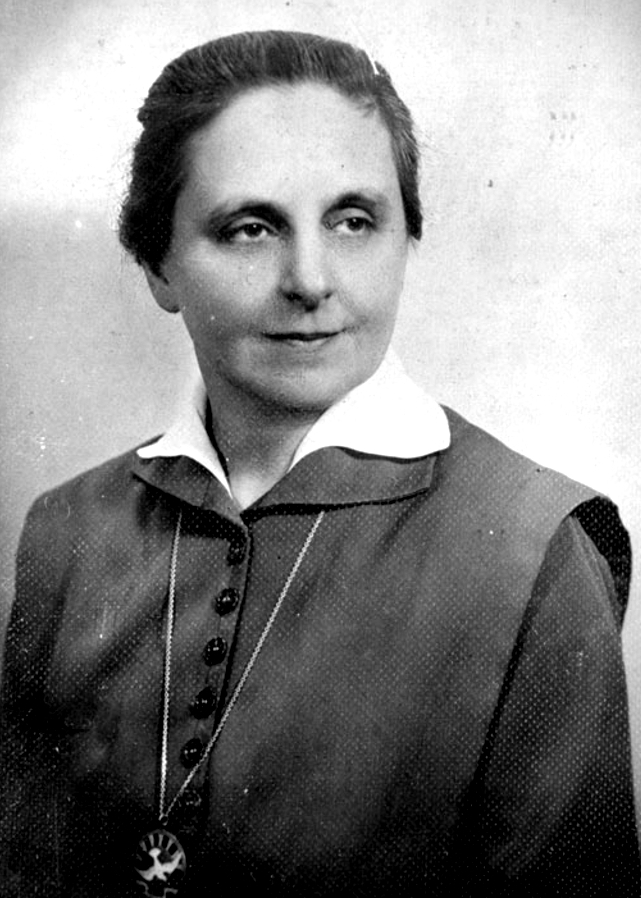
Margit Slachta (Foto von 1946), die erste ins ungarische Parlament gewählte Frau

Nach der Asternrevolution von 1918 setzte die Regierung unter Mihály Károlyi das Volksgesetz Nummer 1 in Kraft, das zum ersten Mal in der ungarischen Geschichte ein gleiches aktives und passives Wahlrecht für beide Geschlechter garantierte, das über Parteilisten ausgeübt wurde. Es wurden aber keine Wahlen auf dieser Basis abgehalten. Der konservative Flügel der nationalistischen Bewegung stürzte Károlyi in einer Gegenrevolution, und die Frauen verloren das Wahlrecht wieder.
Das Wahlgesetz vom November 1919 nach dem Ende der Räterepublik Ungarn garantierte dann wieder ein stufenweise ausgeweitetes Wahlrecht. Frauen und Männer über 24 hatten das Wahlrecht, wenn sie seit sechs Jahren die ungarische Staatsangehörigkeit hatten und schon mindestens sechs Monate in Ungarn wohnten; Frauen mussten zusätzlich lesen und schreiben können. Männer waren von der Altersbeschränkung ausgenommen, wenn sie mindestens zwölf Wochen Militärdienst an der Front geleistet hatten. 1922 folgte ein gravierender Rückschlag: Eine Wahlrechtsreform erhöhte das Wahlalter für Frauen auf 30. Auch wurde eine bestimmte Schulbildung zur Voraussetzung: Vier Jahre Grundschule für Männer und sechs für Frauen (vier, wenn sie mindestens drei Kinder hatten oder ihr eigenes Einkommen und Haushaltsvorstände waren). Margit Slachta wurde 1920 als erste Frau ins nationale Parlament gewählt. Aber die Wahlen von 1920 waren erschüttert von Einschüchterung und Korruption.
1945 wurde das uneingeschränkte Wahlrecht wiederhergestellt. Mit der Errichtung der Volksrepublik Ungarn nach sowjetischem Vorbild 1948 wurde das gleiche Wahlrecht für beide Geschlechter zu einem formalen Recht degradiert.

### Ukraine
Das allgemeine aktive und passive Wahlrecht für Frauen bestand seit dem 10. März 1919. Ukrainische Frauen wurden in den Obersten Sowjet der sozialistischen Sowjetrepublik der Ukraine gewählt und in das Parlament der Sowjetunion gewählt. Im März 1990 erhielten 13 Frauen im letzten Parlament der Sozialistischen Sowjetrepublik der Ukraine Sitze und blieben nach der Unabhängigkeit am 25. Dezember 1991 im Amt. 
Nach der Unabhängigkeit 1991 wurde das allgemeine aktive und passive Frauenwahlrecht bestätigt. Die ersten Parlamentswahlen nach der Unabhängigkeit wurden im April 1994 abgehalten, sieben Frauen erhielten Mandate.